# Playoffs NBA 1970
Navigation
1969 1971
Les playoffs NBA 1970 sont les playoffs de la saison 1969-1970. Ils se terminent sur la victoire des Knicks de New York face aux Lakers de Los Angeles quatre matches à trois lors des Finales NBA.

## Classements en saison régulière
| Champion de division | Qualifié pour les playoffs | Éliminé des playoffs |

| Division Est          | V  | D  | PCT  | GB |
| --------------------- | -- | -- | ---- | -- |
| Knicks de New York C  | 60 | 22 | 73.2 | -  |
| Bucks de Milwaukee    | 56 | 26 | 68.3 | 4  |
| Bullets de Baltimore  | 50 | 32 | 61.0 | 10 |
| 76ers de Philadelphie | 42 | 40 | 51.2 | 18 |
| Royals de Cincinnati  | 36 | 46 | 43.9 | 24 |
| Celtics de Boston     | 34 | 48 | 41.5 | 26 |
| Pistons de Détroit    | 31 | 51 | 37.8 | 29 |

| Division Ouest            | V  | D  | PCT  | GB |
| ------------------------- | -- | -- | ---- | -- |
| Hawks d'Atlanta           | 48 | 34 | 58.5 | -  |
| Lakers de Los Angeles     | 46 | 36 | 56.1 | 2  |
| Bulls de Chicago          | 39 | 43 | 47.6 | 9  |
| Suns de Phoenix           | 39 | 43 | 47.6 | 9  |
| SuperSonics de Seattle    | 36 | 46 | 43.9 | 12 |
| Warriors de San Francisco | 30 | 52 | 36.6 | 18 |
| Rockets de San Diego      | 27 | 55 | 32.9 | 21 |

## Tableau
|  | Demi-finales de Conférence | Demi-finales de Conférence | Demi-finales de Conférence |                       |   | Finales de Conférence | Finales de Conférence | Finales de Conférence |  |  | Finales NBA | Finales NBA           | Finales NBA |
|  |                            |                            |                            |                       |   |                       |                       |                       |  |  |             |                       |             |
|  | 1                          | Hawks d'Atlanta            | 4                          |                       |   |                       |                       |                       |  |  |             |                       |             |
|  | 3                          | Bulls de Chicago           | 1                          |                       |   |                       |                       |                       |  |  |             |                       |             |
|  | 3                          | Bulls de Chicago           | 1                          |                       | 1 | Hawks d'Atlanta       | 0                     |                       |  |  |             |                       |             |
|  | Conférence Ouest           |                            |                            |                       | 1 | Hawks d'Atlanta       | 0                     |                       |  |  |             |                       |             |
|  |                            |                            | 2                          | Lakers de Los Angeles | 4 |                       |                       |                       |  |  |             |                       |             |
|  | 4                          | Suns de Phoenix            | 2                          | Lakers de Los Angeles | 4 | 3                     |                       |                       |  |  |             |                       |             |
|  | 4                          | Suns de Phoenix            |                            |                       |   | 3                     |                       |                       |  |  |             |                       |             |
|  | 2                          | Lakers de Los Angeles      | 4                          |                       |   |                       |                       |                       |  |  |             |                       |             |
|  |                            |                            |                            |                       |   |                       |                       |                       |  |  | O2          | Lakers de Los Angeles | 3           |
|  |                            |                            | E1                         | Knicks de New York    | 4 |                       |                       |                       |  |  |             |                       |             |
|  | 1                          | Knicks de New York         | 4                          |                       |   |                       |                       |                       |  |  |             |                       |             |
|  | 3                          | Bullets de Baltimore       | 3                          |                       |   |                       |                       |                       |  |  |             |                       |             |
|  | 3                          | Bullets de Baltimore       | 3                          |                       | 1 | Knicks de New York    | 4                     |                       |  |  |             |                       |             |
|  | Conférence Est             |                            |                            |                       | 1 | Knicks de New York    | 4                     |                       |  |  |             |                       |             |
|  |                            |                            | 2                          | Bucks de Milwaukee    | 1 |                       |                       |                       |  |  |             |                       |             |
|  | 4                          | 76ers de Philadelphie      | 2                          | Bucks de Milwaukee    | 1 | 1                     |                       |                       |  |  |             |                       |             |
|  | 4                          | 76ers de Philadelphie      |                            |                       |   | 1                     |                       |                       |  |  |             |                       |             |
|  | 2                          | Bucks de Milwaukee         | 4                          |                       |   |                       |                       |                       |  |  |             |                       |             |